# Journées photographiques de Bienne
Les Journées photographiques de Bienne, appelées Bieler Fototage en allemand, et Biel/Bienne Festival of Photography en anglais, sont un festival annuel et thématique de photographie en Suisse. 
Le festival invite 25 photographes chaque année au mois de septembre dans la ville de Bienne.
Depuis 2017, le festival est membre du fOrum culture, association fédératrice des actrices et acteurs culturels du Jura bernois, du canton du Jura et de Bienne.